# Elisabet Knutsson
Elisabet Marianne Knutsson, född 24 mars 1952 i Helsingborg (Raus), är en svensk politiker (miljöpartist), som var riksdagsledamot (statsrådsersättare för utbildningsminister Gustav Fridolin) 2014–2018 för Skåne läns norra och östra valkrets.
I valet 2014 blev hon första ersättare för Miljöpartiet från Skåne läns norra och östra valkrets och utsågs till statsrådsersättare från och med 3 oktober 2014. I riksdagen var hon ledamot i utbildningsutskottet 2016–2018. Hon var även suppleant i kulturutskottet, näringsutskottet, socialutskottet och utbildningsutskottet.